# 대서천
대서천(大西川)은 경상북도 포항시 죽장면 상옥리의 점안지에서 발원하여 북쪽으로 흘러 영덕군 달산면에서 오십천으로 합류하는 대한민국의 지방하천이다. 하천 도중에 하옥계곡과 옥계계곡 유원지가 있다.